# Ruta Provincial 321 (Tucumán)
La Ruta Provincial 321 es una carretera de Tucumán, Argentina, que une la Quebrada de Lules con la Ruta 305 en El Sunchal. La carretera se encuentra pavimentada, excepto en el tramo entre la Ruta Nacional 9 y Los Ralos. Actualmente la parte que va desde Los Ralos hasta Macomita se encuentra en mal estado. 
En 2016 se realizaron obras de repavimentación de la ruta entre Manuel García Fernandez y El Bracho. Además se realizaron obras de arte viales y se colocaron señaléticas y barandas en el puente sobre el Río Salí. El puente fue interrumpido para el tránsito vehicular en 2021, gracias a un hundimiento de un pilar de este. Por ello, se habilitó un paso provisorio para tránsito zafrero y de autos. 

## Localidades
Las localidades por las que pasa son las siguientes:
- Departamento Lules: San Isidro de Lules y La Bolsa.

- Departamento Leales: Manuel García Fernández.

- Departamento Cruz Alta: Los Bulacio y Los Villagra, El Bracho y El Cevilar, El Naranjito, Ranchillos, Villa Tercera, Los Ralos y Colonia Mayo.

- Departamento Burruyacu: San José de Macomitas, Marino, El Naranjo y El Sunchal.